# Mill Creek (Gore Creek)
Der Mill Creek (englisch für „Mühlbach“) ist ein Gebirgsbach im Eagle County im US-Bundesstaat Colorado.
Er entspringt in den Rocky Mountains südöstlich von Vail auf einer Höhe von etwa 3200 m. Er fließt zuerst nach Norden, dann durch ein kleines Hochtal westwärts und dann wieder nach Norden. Dabei durchquert er auch einen Teil des Skigebiets von Vail. Kurz vor Vail teilt er sich in zwei Arme, die beide wenig später in den Gore Creek, einen Zufluss des Eagle River, münden.
Seine Länge beträgt ungefähr acht Kilometer.